# Kaple svatého Jakuba apoštola (Hvězda)
Kaple svatého Jakuba apoštola je kaple ve vesničce Hvězda na Českolipsku. Hvězda je místní částí obce Blíževedly v CHKO Kokořínsko.

## Historie
Kaple byla postavena v obci roku 1821.
Nyní náleží pod Římskokatolickou farnost v Stvolínkách. V katalogu litoměřického biskupství je uvedena jako Hvězda, kaple sv. Jakuba ap. V internetovém katalogu biskupství litoměřického je uvedena jako sv. Jakuba apoštola (tento svatý je uváděn často jako Jakub Starší). Bohoslužby se zde pravidelně neslouží.